# Santimamiñe
Santimamiñe – jaskinia znajdująca się we wsi Kortezubi ok. 4 km od Guerniki w Kraju Basków w Hiszpanii. Stanowisko sztuki prehistorycznej.
Jaskinia ma 365 m długości. Wejście do niej znajduje się na południowym stoku wzgórza Ereñozar, na wysokości 150 metrów. Jej baskijska nazwa pochodzi od pobliskiej kaplicy św. Amanda. Jaskinia była znana okolicznej ludności od wieków, znajdujące się wewnątrz malowidła odkryła jednak dopiero grupa chłopców w 1916 roku. Powiadomiony o odkryciu kompozytor Jesús Guridi przekazał informację o znalezisku władzom. Wkrótce jaskinię odwiedziło wielu badaczy, m.in. francuski archeolog Henri Breuil. Pierwsze prace wykopaliskowe przeprowadzili w latach 1918-1926 Telesforo de Aranzadi, José Miguel de Barandiaran i Enrique Eguren. Kontynuowali je w latach 1960-1962 J.M. Apellániz i Xabier Gorrotxategi. W trakcie prac archeologicznych odkryto długą sekwencję warstw stratygraficznych, sięgającą od poziomów związanych z kulturą oryniacką do czasów rzymskich.
Jaskinia składa się z długiego ciągu komór i korytarzy, w których znajdują się liczne nacieki jaskiniowe. Ściany zdobią wykonane czarną farbą malowidła będące dziełem ludności magdaleńskiej, zaliczane do stylu IV. Dominują przedstawienia żubrów, koni i koziorożców. Część zwierząt została ukazana w nietypowej, pionowej pozycji.
Ze względu na wpływ warunków zewnętrznych na stan malowideł, od 1997 roku dostęp turystów do jaskini jest limitowany, a niektóre jej partie wyłączone są w ogóle ze zwiedzania.